# River Nore
Der River Nore (irisch: An Fheoir oder Abhainn na Feoire) ist ein Fluss in Irland.
Der River Nore gehört mit dem River Barrow und dem River Suir zu den Three Sisters. Er entspringt an den östlichen Hängen des Devil’s Bit Mountain im County Tipperary im zentralen Binnenland der Republik Irland und fließt über eine Länge von 140 km in südöstlicher Richtung durch die Grafschaften Laois und Kilkenny, um nördlich von New Ross in den River Barrow zu münden, der nach ca. 15 km bei Waterford in den River Suir fließt, welcher bei Dunmore East über die Keltische See im Atlantik mündet.
In seinem Lauf passiert der River Nore Durrow und durchfließt die Stadt Kilkenny sowie Thomastown.
Die streckenweise sehr guten Fischgründe des River Nore umfassen vorwiegend Forellen und Lachse.

## Nebenflüsse
- River Delour (oder Black Nore, ir. Abhainn Duilliúr)
- River Dinin (oder Black River, ir. An Deighnín)
- River Erkina (An tOircín)
- River Goul (An Ghabhal)
- River Gully (An Ghabhlaigh)
- River Munster (An Abha Mhuimhneach)
- River Ouveg (An Abhainn Bheag)
- King’s River (Abhainn Rí)
- River Glory (An Ghlóire)
- Little Arrigle (An Airgeala Bheag)
- Black Water (An Abha Dhubh)